# Frantz Heldenstein
Frantz o François Heldenstein (Colmar-Berg, 15 de maig de 1892 - Ciutat de Luxemburg, 27 de març de 1975) va ser un escultor luxemburguès.

## Biografia
El 1920 va obtenir el Prix Grand-Duc Adolphe, atorgat pel Cercle Artístic de Luxemburg. A la competició d'escultura dels Jocs Olímpics de París de l'any 1924, va presentar l'obra titulada "Vers l'olympiade" ("A través de l'Olimpíada"). Va obtenir una medalla de plata. Va superar a Jean René Gauguin i Claude-Léon Mascaux que van compartir la medalla de bronze. Van ser superats pel grec Konstantinos Dimitriadis, medalla d'or. Era germà de l'esportista olímpic, corredor en Bobsleigh, Willy Heldenstein.